# Lányát az anya
A Lányát az anya szlovák népdal. Bartók Béla gyűjtötte Zólyom vármegyében.
Feldolgozás:
| Szerző      | Mire                        | Mű                  | Előadás |
| ----------- | --------------------------- | ------------------- | ------- |
| Bartók Béla | vegyeskar zongorakísérettel | Négy szlovák népdal | [ 1 ]   |

## Kottája és dallama
| – Átváltozom én rigómadárrá, Anyámhoz úgy szállok, Kertjébe ülök egy rózsatőre, Reája úgy várok. | Az anyja kinéz: – Furcsa egy madár, Be nagyon búsan szól; Szállj le csak, hess, hess, te rigómadár Én rózsabokromról. | – Rossz férjhez adtál, jó anyám, engem Idegen országba; Nehéz a sora hej, bizony annak, Kinek rossz a párja! |

## Felvételek
- Ifjú Zenebarátok Kórusa 0'00''–3'17'' (YouTube)
- Alkalmi kórus különböző vegyeskarok tagjaiból 3'56''–7'40'' (YouTube)
- Pécsi Egyetem kórusa 0'00''–3'24'' (YouTube)
- ELTE – Pro Musica Hungarica Vegyeskar 0'00''–3'14'' (YouTube)
- La Caffettiera Stioppeta 0'00''–3'08'' (YouTube)
- Nemzeti Énekkar 0'00''–2'47'' (YouTube)
- Cardinal Mindszenty Kórus 0'00''–3'13'' (YouTube)
- Kórus 0'00''–3'28'' (LucyWho)
- Lyceum Vegyeskar 0'00''–3'10'' (YouTube)